# Curtis Harry
Curtis Harry (ur. 23 maja 1962 w Port-of-Spain) – trynidadzko-tobagijski sportowiec uprawiający bobsleje, uczestnik igrzysk olimpijskich w Lillehammer (1994) i Nagano (1998).
Podczas Igrzysk w Lillehammer w 1994 roku Harry wystąpił w konkurencji dwójek w parze z Gregorym Sunem (byli to wówczas jedyni, a jednocześnie pierwsi w historii uczestnicy igrzysk z tego kraju). Karaibska osada zajęła 37. miejsce, wyprzedzając drużyny Amerykańskich Wysp Dziewiczych (dwie), Samoa Amerykańskiego, Portoryka, San Marino i Jamajki.
Do odbywających się cztery lata później Igrzysk w Nagano trynidadzko-tobagijska osada przystąpiła w niezmienionym składzie osobowym, zaś Harry był chorążym dwuosobowej reprezentacji podczas ceremonii otwarcia. W dwójkach bobslejowych Harry i Sun zajęli 32. miejsce na 36 osad, które ukończyły cztery ślizgi.
| Igrzyska         | Data              | Konkurencja       | Partner     | Rezultat | Strata  | Pozycja |
| ---------------- | ----------------- | ----------------- | ----------- | -------- | ------- | ------- |
| Lillehammer 1994 | 19–20 lutego 1994 | bobsleje (dwójki) | Gregory Sun | 3:40,24  | 0:09.43 | 37      |
| Nagano 1998      | 14–15 lutego 1998 | bobsleje (dwójki) | Gregory Sun | 3:46,65  | 0:09.41 | 32      |